# Direito a um ambiente saudável
O direito a um ambiente saudável ou o direito a um ambiente sustentável e saudável é um direito humano defendido por organizações de direitos humanos e organizações ambientais para proteger os sistemas ecológicos que contribuem para a saúde humana. O direito está interligado com outros direitos humanos focados na saúde, como o direito humano à água e ao saneamento, direito à alimentação e direito à saúde. O direito a um meio ambiente saudável usa uma abordagem de direitos humanos para proteger a qualidade ambiental, isto em oposição à teoria jurídica desenvolvida para os direitos da natureza, que tenta estender os direitos criados para humanos ou outras entidades legais para a natureza.

Mural de consciencialização ambiental em Cabo Verde

O direito cria uma obrigação do estado de regular e fazer cumprir as leis ambientais, controlar a poluição e, de outra forma, fornecer justiça e proteção para as comunidades prejudicadas por problemas ambientais. O direito a um ambiente saudável tem sido um direito importante para a criação de precedentes legais ambientais para litígios sobre mudanças climáticas e outras questões ambientais.
O direito a um ambiente saudável está no centro da abordagem internacional dos direitos humanos e das mudanças climáticas. Os acordos internacionais que apoiam esse direito incluem a Declaração de Estocolmo de 1972, a Declaração do Rio de 1992 e, mais recentemente, o Pacto Global pelo Meio Ambiente. Mais de 150 estados da ONU reconheceram o direito de alguma forma através de legislação, litígio, lei constitucional, lei de tratado ou outra autoridade legal. Dois tratados regionais, a Carta Africana dos Direitos Humanos e dos Povos e a Convenção Americana sobre Direitos Humanos incluem o direito a um ambiente saudável. Outras estruturas de direitos humanos, como a Convenção sobre os Direitos da Criança, referem-se às questões ambientais no que se refere ao foco da estrutura, neste caso os direitos da criança.
Os relatores especiais sobre direitos humanos e meio ambiente John Knox (2012-2018) e David Boyd (até 2018) fizeram recomendações sobre como formalizar esses direitos no direito internacional. Isso foi endossado por uma série de comitês no nível da ONU e comunidades jurídicas locais (por exemplo, a Ordem dos Advogados de Nova York) em 2020.